# رولاند مارتين
رولاند مارتين (بالإنجليزية: Rolando Martín) هو رائد أعمال أمريكي، ولد في 23 سبتمبر 1968 في ماريلند في الولايات المتحدة.

## وصلات خارجية
- رولاند مارتين على موقع دوري الرغبي الممتاز (الإنجليزية)
- رولاند مارتين عل موقع إسبنسكروم (الإنجليزية)